# Губер, Борис Андреевич
Бори́с Андре́евич Гу́бер (26 июня [9 июля] 1903, Каменка, Каменская волость, Чигиринский уезд, Киевская губерния, Российская империя — 13 августа 1937, Москва) — русский советский прозаик, поэт и литературный критик.

## Биография
Родился 9 июля 1903 года в селе Каменка Киевской губернии (ныне районный центр Черкасской области) в семье управляющего имением. Младший брат известного востоковеда академика Александра Андреевича Губера (их прадедом был глава Московской евангелическо-лютеранской консистории Иоганн Самуэль Губер, приехавший в Россию в 1807 году). Учился в гимназии, в Вольском кадетском корпусе, стихи писал с 14 лет.
С 1918 году Губер жил в Карачарово Тверской губернии, организовал любительский театр.
Участвовал в гражданской войне на стороне красных (1920), после демобилизации — учитель, библиотекарь, разнорабочий.
Значительную роль в приобщении Губера к литературе сыграла Валентина Витальевна Герн, жена агронома совхоза Карачарово, в салоне которой бывали поэты-символисты; она познакомила Губера с Евгением Замятиным, участниками группы «Серапионовы братья». Встречи в салоне Герн сыграли значительную роль в становлении Губера как поэта и прозаика.
Первое стихотворение Губера было напечатано в журнале «Красный артиллерист» (1921). В 1922 году Губер начал роман «Врид», окончательно перешёл на прозу в 1924 году. В прозе сказывается влияние И. Бунина.
В это время Губер переехал в Москву и примкнул к литературной группе «Перевал», был близким другом А. К. Воронского. В группу в разное время входили Иван Катаев, Андрей Платонов, Михаил Пришвин и др.
Автор книг «Шарашкина контора» (1924), «Джаир» (1926), «Соседи» (1926), «Известная Шурка Шапкина» (1926), «Неспящие» (1931), «Бабье лето» (1934), «Апрель» (1936) и других.
В середине 1930-х годов Борис Губер и некоторые члены «Перевала» посещали литературный салон Евгении Соломоновны Хаютиной, жены главы НКВД Николая Ежова. Это знакомство сыграло роковую роль в жизни Губера: его и других членов «Перевала» обвинили в попытке убить Ежова. Их план якобы заключался в том, что когда Ежов придет с работы и пройдет в свою комнату, Борис Губер должен открыть входную дверь «боевику», а тот — убить наркома.
20 июня 1937 года Борис Андреевич Губер был арестован. Тогда же арестовали и Александра Воронского, Ивана Катаева, Николая Зарудина. Менее чем через месяц все они были приговорены к высшей мере наказания за «участие в контрреволюционной террористической организации» и расстреляны как «враги народа» в один день — 13 августа 1937 года. Захоронены в общей могиле № 1 на Донском кладбище.
Борис Андреевич Губер, как и его «сообщники», был реабилитирован в 1956 году. Дату и обстоятельства смерти Бориса Губера родные узнали только в 1991 году.

## Семья
- Старший брат — академик Александр Андреевич Губер (1902—1971), востоковед (современный ИСАА МГУ), специалист по истории стран Юго-Восточной Азии.
- Жена — Ольга Михайловна Губер (урождённая Сочевец, 1906—1988), после развода в 1935 году вышла замуж за друга мужа, писателя Василия Гроссмана (после ареста Губера, несмотря на второй брак, была арестована как член семьи изменника Родины[1], Гроссман добился eё освобождения и оформил опекунство над её двумя сыновьями).

Дети:
- Михаил Борисович Губер (1926—1942), погиб  в Чистополе от взрыва снаряда во дворе военкомата[2].
- Фёдор Борисович Губер (1931—2020); внучка — Елена Фёдоровна Кожичкина.

## Сочинения
- Шарашкина контора. — М.-Л.: ЗИФ, 1926.
- Шарашкина конетора. — М., 1927.
- Соседи. — М., 1927.
- Известная Шурка Шапкина. — М.-Л.: ГИЗ, 1927.
- Джаир. — М., 1927.
- Бабы придумали. — 1928.
- Простая причина. — М.: Федерация, 1928.
- Сыновья. — 1930.
- (совм. с Г. Глинкой) Эшелон опаздывает. — М.: Федерация, 1932.
- Неспящие (сборник очерков о кубанском колхозе). — М.: Федерация, 1931.
- Бабье лето. — М., 1934.
- Апрель. — М., 1936.
- Дружба. — 1936.
- Бабье лето. — М.: Советский писатель, 1959.